# クサギ
クサギ（臭木、学名: Clerodendrum trichotomum ver. trichotomum または Clerodendrum trichotomum）は日当たりのよい原野などによく見られるシソ科クサギ属の落葉低木・小高木。日本全国のほか朝鮮、中国に分布する。和名の由来は、葉に独特の臭いがあることから。若葉は食用や薬用になる。

## 名称
和名の「クサギ」は、枝や葉にやや悪臭があることから「臭木」の名がある。
種小名は、「三分岐」の意味で、花序の枝を指す。別名クサギリ、クサギナ、トウノキ、トーバイ、ヘクサノキ、ヤマギリなどともよばれる。別名にクサギリやヤマギリなどといわれのは、キリ（桐）の葉のように大きくて形も似ているところから来ている。中国植物名は、海州常山（かいしゅうじょうざん）。
学名の属名 Clerodendrum（クレロデンドロン）は、ギリシャ語でクレロ（Kleros、「運命」の意）とデンドロン（dendron、「樹木」の意）の合成語で、直訳すると「運命の木」の意味となり、種小名 trichotomum（トリコトムム）は「三分岐の」という意味である。

## 分布と変異
日本では北海道・本州・四国・九州、琉球列島まで広く分布し、国外では朝鮮半島、台湾、中国まで分布がある。四国以南には、葉が長くなり、花序がよりまとまって生じる変種ショウロウクサギ (C. trichotomum var. esculentum) があり、沖縄ではほとんどがこれである。ほかに、葉にほとんど毛がないアマクサギ (C. trichotomum var. yakusimensis) がある。
平地から山地の日当たりのよい原野や林縁、河原、土手、山道や谷の沢沿いなどに大小の集団をつくって群生する。道ばたなどでよく見かけ、遷移においては、藪の状態の所に侵入する最初の樹木として先駆植物（パイオニア）の典型である。自然界では山野に生えるが、植栽もされる。

## 形態・生態
落葉広葉樹の低木から小高木で、高さは2 - 5メートル (m) になる。枝は横に伸び、上方で分枝して、樹冠は横広がりになる。樹皮は灰褐色で丸い皮目が多く、やがて成木になるに従って縦に裂ける。若い木の樹皮は皮目が多くなめらかである。一年枝は、枝先に褐色の毛がある。
葉は長さ2 - 10センチメートル (cm) 葉柄をもって対生し、葉身は長さ7 - 20 cmの三角状卵形から広卵形で先が鋭く尖り、葉縁は全縁、質は柔らかくて薄い。若い枝や、葉の裏面に柔らかな毛を密生する。葉の形はヤナギ科のイイギリの葉の葉柄を短くした感じに似ている。枝や葉などを傷つけると、名の通り、不快な強い臭気がある。秋には紅葉し、黄色っぽく色づいて散っていく。もともと葉がやわらかいため、散ることには葉が傷んでいたり、丸く縮れているものが多い。
花期は夏（7 - 9月ごろ）。枝先の葉腋に長い柄のある集散花序をつくり、甘い香りがする白色の花を多数咲かせる。花径は20 - 25ミリメートル (mm) 、花弁は萼から長く突き出してその先で開く。雄しべ4個、雌しべ1個あり、雄しべが花の中心から長く突き出すのが特徴である。萼は深く5つに裂け、はじめ緑色で結実時に平開して紅赤色になるため、全体に薄紅色に見える。吸密のため、昼間はアゲハチョウ科の大型のチョウが、日が暮れるとスズメガ科の大型のガがよく訪花し、受粉に寄与する。
果期は10 - 11月。果実は液果で、秋に赤い萼の上に直径6 - 7 mmの丸い実が藍色に熟し、赤色の萼片とのコントラストが美しい。この果実は鳥に摂食されて種子分散が起きると考えられている。しばしば、色あせた果実が冬まで残っていることもある。
冬芽は対生し、毛に覆われた裸芽で紅紫色をしている。側芽の正面には、丸い心形の大きな葉痕が突き出るようにあり、維管束痕が6 - 9個ほどU字形に並ぶ。冬季の枝先は枯れることが多く、頂芽はあっても小さく、あまり発達しない。

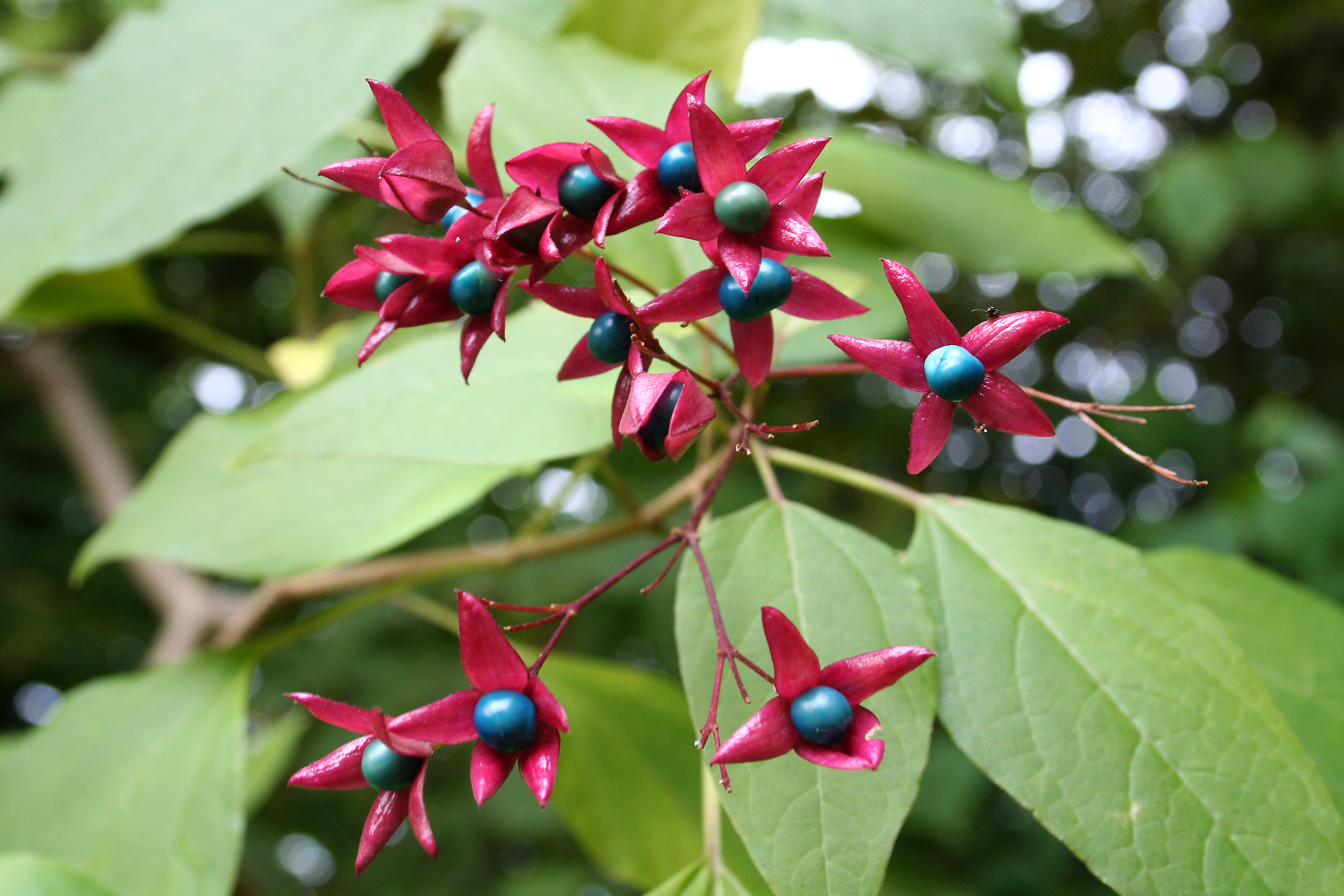
空色の果実と赤色の萼片
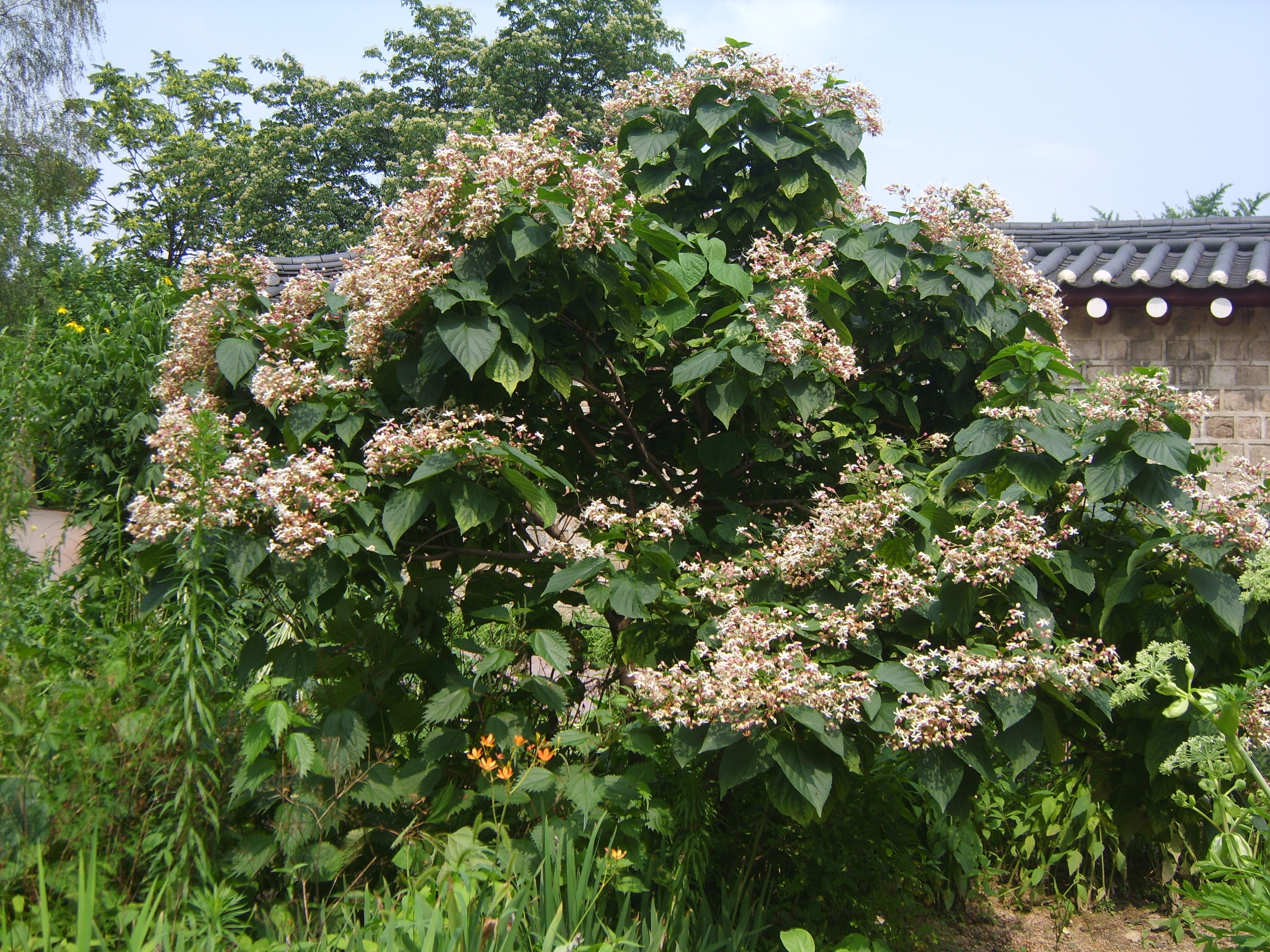
野生状態（韓国）
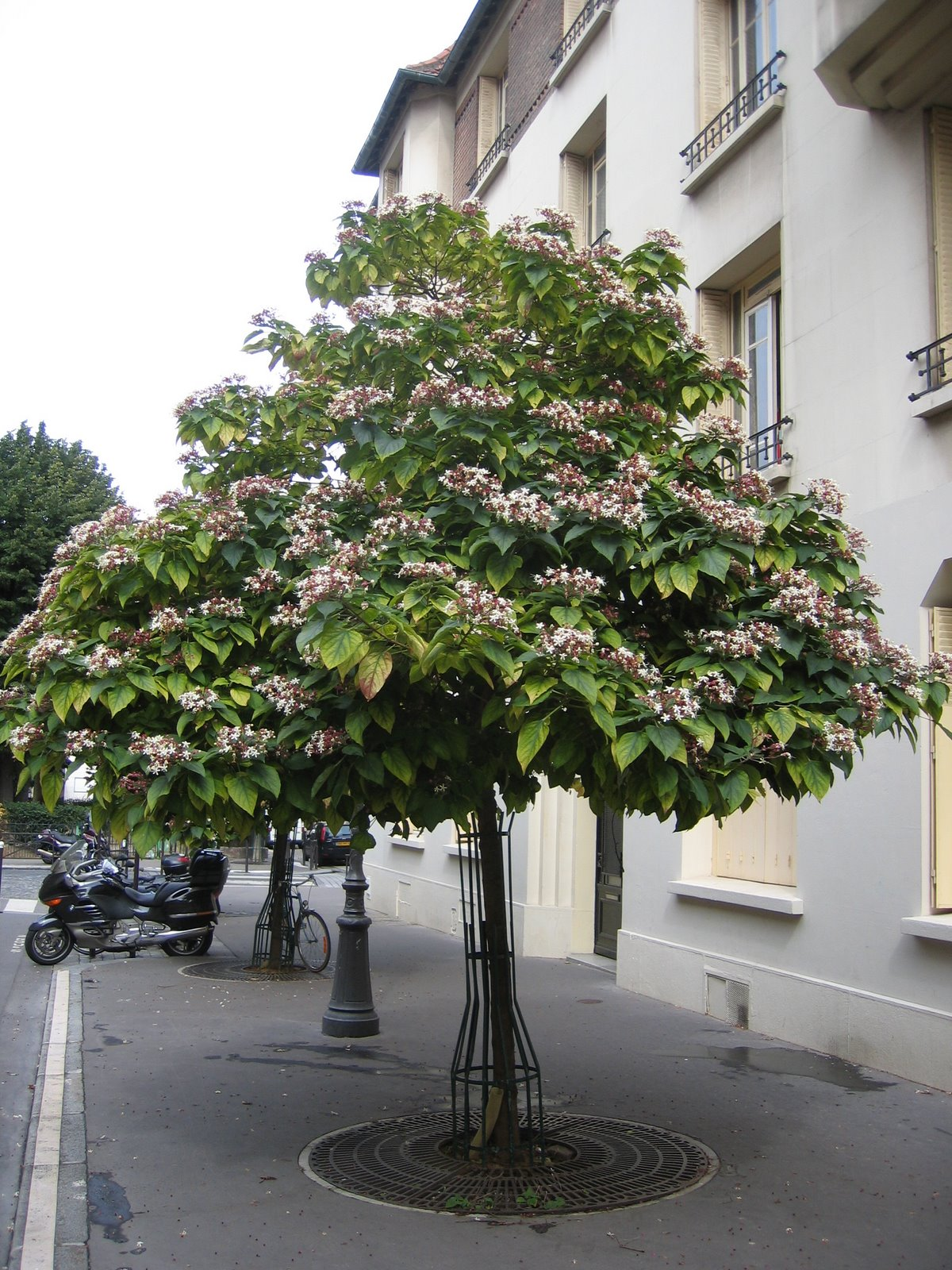
パリ15区の街路樹

## 花粉媒介に関して
クサギの花では明確な雄性先熟が見られる。野外観察によると、クサギの花の開花は午前中から午後の初めまでが多く、開花すると花冠は2日から3日にわたり開きっぱなしとなる。開花初日から雄蕊も雌蘂も花冠より長く抜き出して展開しているのであるが、開花初日では雄蘂は完全に展開するのに対し、雌蘂の展開は不完全であった。2日目になると雄蕊はしおれ、雌蘂では柱頭が2つに裂開して受粉可能な状態になった。外見的には開花当初は雄蕊も雌蘂も花冠から抜き出て前に伸び、先端は共にやや上を向く。雄蕊では雄蕊の展開中に葯が開き、雄蕊が伸びきった段階では葯の表面に花粉が完全に露出した。2日目になると雄蘂は下向きにしおれ、雌蘂は上向きになって柱頭が裂開する。3日目になると花冠と雄蕊は脱落し、雌蘂だけが残る。
つまり本種では1つの花において雄蕊と雌蘂の伸張と成熟に明瞭な差があり、まず1日目に花粉の散布が行われ、この間は雌蘂は受粉可能になっていない。2日目には雄蕊がしおれて下を向き、その段階で雌蘂が受粉可能となる。

## 利用
葉には特異なにおいがあるが、茶の他に、ゆでれば食べることができ若葉は山菜として利用される。根は薬用、実は染料になる。
開ききって生長した葉はアクや苦味が強くなるので、伸びたばかりの若葉を利用する。採取時期は、暖地が4 - 5月ごろ、寒冷地は5月ごろが適期とされる。収穫時には、臭いが鼻につくが、しばらくすると不思議なくらいに臭いを感じなくなり、さっぱりした味がする。収穫時期は西日本が4月ごろ、関東地方で4 - 5月ごろ、中部地方や東北地方以北では5月ごろとされる。強い臭気があるのでよく茹でて、十分に水にさらし、臭気が強いときは一晩水にさらし続けると臭気が抜ける。開ききった葉は重曹を入れて茹で、半日ほど水にさらして、悪臭と苦味を取る。和え物や炒め物、煮びたし、佃煮にして食べられる。生の葉は天ぷらにもできる。茹でた葉は天日で干すと保存もでき、使うときは水で戻して生葉同様に調理する。
薬用樹としても知られ、花の咲く前の枝葉をとって天日乾燥したものは生薬になり、臭梧桐（しゅうごとう）と称される。高血圧予防、神経痛に対して薬効があるといわれ、重だるい痛みや腫れた神経痛に、またからだがいつも重だるい人の高血圧予防によいといわれている。民間療法では、1日量5 - 10グラムを600 ccの水で煎じて服用する用法が知られる。
果実は草木染に使うと媒染剤なしで絹糸を鮮やかな空色に染めることができ、赤いがくからは鉄媒染で渋い灰色の染め上がりを得ることができる。実の青色色素は名古屋大学の佐々木教祐らにより構造が付きとめられ、種小名にちなんでトリコトミン (Trichotomine) と命名されている。
また、英語名をharlequin glory bowerなどといい、欧米では観賞用に栽培される。
日本でクサギそのものが栽培されることは少ないが、栽培は容易。繁殖は挿し木、株分け、根伏せなど。種子以外に根からの不定芽でよく増える。
同属のヒギリ（C. japonicum 、東南アジア原産の常緑低木）、ゲンペイクサギ（C. thomsoniae 、アフリカ 原産の常緑つる性木本）、ボタンクサギ（C. bungei 、中国原産の落葉低木）などは観賞用に栽培される。ボタンクサギは時に野外に逸出して野生状態で生育している。

## 臭い木
クサギの他にも、以下のように、その臭気のためにクサギの名を持つ木がある。
- コクサギ：ミカン科の低木
- ハマクサギ・イボタクサギ：シソ科